# José Bernardo Escobar
José Bernardo Escobar (* 20. Oktober 1797 in Jocotán, damals Corregimiento de Chiquimula; † 20. März 1849 in El Salvador) war vom 28. November 1848 bis 18. Januar 1849 guatemaltekischer Präsident. Er war Mitglied der Partido Liberal.

## Leben

### Frühe Laufbahn
José Bernardo Escobar studierte Rechtswissenschaft mit Abschluss an der Universidad de San Carlos de Guatemala. Von 1825 bis 1829 war er Sekretär der Parlamentes der Provinz Guatemala. Als Rechtsanwalt brachte er viel Zeit im Justizwesen zu. 1831 war er vorsitzender Richter des obersten Gerichtshofes von Guatemala.
Er war Delegierter von Chiquimula einer verfassungsgebenden Versammlung, beeindruckte durch seine Eloquenz und wurde von 1823 bis zum 25. März 1824 Vorsitzender dieser Versammlung.
Er heiratete am 11. November 1828 in der Kathedrale von Antigua-Guatemala, María Teresa Escolástica de Jesús Márquez de León y del Rosal. Ihre Kinder waren José Bernando, Maria Teresa, Manuel José, Rafael María, Maria Felipa Magdalena, José María und Maximino Escobar y Marquez.

### Auditor de Guerra
Das Amt des Auditor de Guerra entstand im kolonialen Lateinamerika, es hatte in Kriegszeiten teilweise Funktionen der Oidores. Als Auditor de Guerra trat beispielsweise Justo Abaunza y Muñoz de Avilés im Fall von Bernabé Somoza auf. Am 7. Dezember 1831 wurde Escobar vom Supremo Jefe der Provinz Guatemala José Mariano Felipe Gálvez zum Auditor de Guerra über die Separatisten von Los Altos (Zentralamerika) ernannt. 1838 wurde die Abspaltung vom, durch die Partido Liberal dominierte, Parlament der Zentralamerikanischen Konföderation in San Salvador durch ein Dekret sanktioniert. Im Gegensatz dazu erklärte das von der Partido Conservador (Moderados) dominierte Parlament der Provinz Guatemala die Abspaltung als verfassungswidrig.
1839 wurde er Parlamentsabgeordneter. Ab 8. Juni 1839 trat er als Abgeordneter zurück, um sich seinem Wahlkampf in den Distritos Quezaltepeque und Esquipulas zu widmen. Am 17. März 1845 wird er in eine verfassungsgebende Versammlung für Chimaltenango gewählt, ein Amt, das er nicht ausübte, da er am 8. April 1845 zurücktrat. Dazu erklärte er: „Ich habe kein Verständnis dafür, wie Volk und José Rafael Carrera Turcios, im März 1844, bei der Verfolgung ihrer Pläne mit der Verfassung umgehen, deshalb halte ich mich nicht geeignet hier als Vertreter der Gesetze zu fungieren.“
Nach dem José Rafael Carrera Turcios am 21. März 1847 Guatemala zur selbständigen Republik erklärt hatte, begann General Vicente Cruz, in Antigua Guatemala einen Aufstand der Armee. General Vicente Cruz war von 25. Januar bis 4. Februar 1847 Präsident von Guatemala. Carrera war vom 4. Februar 1847 bis 16. August 1848 wieder Präsident von Guatemala. Vom 16. August 1848 bis 28. November 1848 war Juan Antonio Martínez Präsident von Guatemala.

### Präsidentschaft
Am 28. November 1848 wählte das Parlament von Guatemala Escobar zum Präsidenten der Republik Guatemala. Sein Stellvertreter war General Vicente Cruz. Am 1. Dezember 1848 näherte General Vicente Cruz mit seinen Truppen von San José Pinula und machte in einem Brief das Angebot, dass im Fall einer kampflosen Übergabe von Guatemala-Stadt, die Leben und Haciendas respektieren würden, außer jener der Molinas, der Arrivillagas, der Vidaurres, Manuel Dardón, Juan Antonio Martínez, der Zepedas und José Francisco Barrundia. Escobar lehnte dieses Kapitulationsangebot ab.
Palencia befand sich zu diesem Zeitpunkt in den Händen des General Serapio Cruz, dem Bruder von Vicente Cruz, welcher sein Kapitulationsangebot am 12. Dezember 1848 wiederholte. Escobar verfügte weder über Finanzen noch über Truppen, wählte den Verhandlungsweg und entsandte zahlreiche Verhandlungsdelegationen, zu welchen auch der Erzbischof der Diözese Guatemala-Stadt Dr. Francisco de Paula García Peláez gehörte.
Schließlich stimmte Vicente Cruz Verhandlungen zu. Einer der Vorschläge ließ eine liberale Vorstellung wiederaufleben:
Die Regierung zieht ihre Besatzungstruppen aus Los Altos ab, damit die dortigen Völker über ihre Zukunft bestimmen könnten und in Nichts gestört würden. Escobar lehnte diese liberale Forderung zugunsten eines größeren Territoriums von Guatemala ab. Die Verhandlungen schienen zu scheitern und Escobar suchte nach einer politischen Lösung: Er ernannte Kriegsminister Basilio Porras vom Außenminister und Oberstleutnant der Pioniere Manuel José Narciso de Jonama y Bellsolar zum Kriegsminister, welcher, obwohl er seit 1829 pensioniert war, einerseits noch über Sympathien bei den Liberalen verfügte und andererseits persönlicher Freund von Carrera war. Als dies auch nicht half, beantragte Escobar seinen Rücktritt zum 30. Dezember 1848. Am 3. Januar 1849 wurde Manuel Tejada vom Parlament zum Präsidenten von Guatemala gewählt, dieser schlief eine Nacht über diesen Vorschlag und trat am 4. Januar 1848 zurück. Anfang 1848 wählte das Parlament Oberst Mariano Paredes zum Präsidenten, welcher den Aufstand von Los Altos niederschlug.
Escobar übergab Mariano Paredes das unbesetzte Präsidentenamt am 18. Januar 1849 und ging nach El Salvador ins Exil. In seinem Präsidentenamt hat er die Forderungen der Cruz zurückgewiesen und missachtete auch die Statuten der Partido Liberal zu welchen ein selbständiges Los Altos gehörte. Beide Gruppen werden verdächtigt Escobar mit Gift ermordet zu haben.
Vicente Cruz kannte die Regierung von Mariano Paredes an und kam am 9. Februar 1849 nach Guatemala, während sein Bruder Serapino Cruz und anderen Chefs außerhalb blieben. Vicente Cruz wurde am 20. März 1849 bei einem Kampf gegen die Gruppe um Agustin Perez tödlich von einer Kugel getroffen.

## Nachfolger im Präsidentenamt
- Am 3. Januar 1849 war Manuel Tejada Präsident von Guatemala.
- Vom 18. Januar 1849 bis 5. Mai 1849 war Coronel Mariano Paredes Präsident von Guatemala.
- Vom 5. Mai 1849 bis 12. Mai 1849 wurde Guatemala von einem Triumvirat aus Juan Matheu, Manuel de Cerezo und Francisco Cáscara regiert.
- Vom 12. Mai 1849 bis 6. November 1849 war Coronel Mariano Paredes Präsident von Guatemala.